# Tenuiphantes stramencola
Tenuiphantes stramencola là một loài nhện trong họ Linyphiidae.
Loài này thuộc chi Tenuiphantes. Tenuiphantes stramencola được miêu tả năm 1990 bởi Scharff.